# دوسر بوشيري
دوسر بوشيري (الاسم العلمي:Aegilops buschirica) هي نوع نباتي يتبع جنس الدوسر من الفصيلة النجيلية. 